# TVM (cykelhold)
TVM var et hollandsk cykelhold. Det lukkede i 2000 efter en dopingskandale.

## Navne
| Fra  | Til  | Navn                |
| ---- | ---- | ------------------- |
| 1991 | 1992 | T.V.M.              |
| 1993 | 1994 | T.V.M.-Bison        |
| 1995 | 1995 | T.V.M.-Polis Direct |
| 1996 | 1997 | T.V.M.              |
| 1998 | 1999 | T.V.M.-Farm Frites  |
| 2000 | 2000 | Farm Frites         |

## Ryttere
| Navn              | Født | Nationalitet   | Foregående   | Fra  | Til  | Efterfølgende             |
| ----------------- | ---- | -------------- | ------------ | ---- | ---- | ------------------------- |
| Robert Millar     | 1958 | Storbritannien | Z-Peugeot    | 1992 | 1994 | Le Groupement             |
| Bo Hamburger      | 1970 | Danmark        | (ingen)      | 1991 | 1997 | Casino-C’est Votre Équipe |
| Jesper Skibby     | 1964 | Danmark        | (ingen)      | 1991 | 1997 | Team CSC                  |
| Bart Voskamp      | 1968 | Holland        | (ingen)      | 1993 | 1999 | Team Polti                |
| Tristan Hoffman   | 1970 | Holland        | (ingen)      | 1995 | 1999 | Team CSC                  |
| Lars Michaelsen   | 1969 | Danmark        | Festina      | 1997 | 1998 | Team CSC                  |
| Sergei Ivanov     | 1975 | Rusland        | Lada Samara  | 1997 | 2000 | Fassa Bortolo             |
| Nicolaj Bo Larsen | 1971 | Danmark        | Amore e Vita | 1998 | 1998 | Team CSC                  |
| Phil Anderson     | 1958 | Australien     | Panasonic    | 1988 | 1990 | Motorola                  |